# Giuseppe Puliè
Giuseppe Puliè (* 26. Dezember 1964 in Auronzo di Cadore) ist ein ehemaliger italienischer Skilangläufer.

## Werdegang
Giuseppe Puliè war ein Spezialist des klassischen Stils. Bei den Nordischen Skiweltmeisterschaften 1991 in Val di Fiemme belegte er über 10 Kilometer den 14. Platz. Im Folgejahr nahm er an den Olympischen Winterspielen 1992 in Albertville teil. Über 30 Kilometer klassisch beendete er das Rennen als Sechzehnter. Mit der Staffel hingegen konnte er über 4 × 10 km zu Silber laufen. Eine erneute Teilnahme an einer Weltmeisterschaft folgte 1993 in Falun wie auch bei Olympia ging Puliè über 30 Kilometer an den Start und belegte den 17. Rang. Im März 1987 errang er beim Weltcup in Oslo den dritten Platz mit der Staffel.
Auch auf nationaler Ebene war Puliè erfolgreich, so gewann er bei italienischen Meisterschaften 1990 über 30 km und 1993 über 10 km jeweils Bronze. Hinzu kamen noch fünf Titel in der Staffel und eine Silbermedaille 1995 über 30 km. 1994 zog er sich aus dem italienischen Nationalkader zurück und beendete zwei Jahre später seine Karriere. Später arbeitete er fünf Jahre lang als Techniker für die italienische Biathlon-Nationalmannschaft. Nach seiner Karriere ließ er sich seinem Heimatdorf Belluno nieder, wo er als Finanzier arbeitet.

## Teilnahmen an Weltmeisterschaften und Olympischen Winterspielen

### Olympische Spiele
- 1992 Albertville: 2. Platz Staffel, 16. Platz 30 km klassisch

### Nordische Skiweltmeisterschaften
- 1991 Val di Fiemme: 14. Platz 10 km klassisch
- 1993 Falun: 17. Platz 30 km klassisch

## Platzierungen im Weltcup

### Weltcup-Statistik
Die Tabelle zeigt die erreichten Platzierungen im Einzelnen.
- 1.–3. Platz: Anzahl der Podiumsplatzierungen
- Top 10: Anzahl der Platzierungen unter den ersten zehn
- Punkteränge: Anzahl der Platzierungen innerhalb der Punkteränge
- Starts: Anzahl gelaufener Rennen in der jeweiligen Disziplin
- Hinweis: Bei den Distanzrennen erfolgt die Einordnung gemäß FIS.

| Platzierung         | Distanzrennen a | Distanzrennen a | Distanzrennen a | Distanzrennen a | Distanzrennen a | Skiathlon Verfolgung | Sprint | Etappen- rennen b | Gesamt | Team c | Team c  |
| Platzierung         | ≤ 5 km          | ≤ 10 km         | ≤ 15 km         | ≤ 30 km         | > 30 km         | Skiathlon Verfolgung | Sprint | Etappen- rennen b | Gesamt | Sprint | Staffel |
| ------------------- | --------------- | --------------- | --------------- | --------------- | --------------- | -------------------- | ------ | ----------------- | ------ | ------ | ------- |
| 1. Platz            |                 |                 |                 |                 |                 |                      |        |                   |        |        |         |
| 2. Platz            |                 |                 |                 |                 |                 |                      |        |                   |        |        | 1       |
| 3. Platz            |                 |                 |                 |                 |                 |                      |        |                   |        |        | 1       |
| Top 10              |                 |                 |                 |                 |                 |                      |        |                   |        |        | 2       |
| Punkteränge         |                 | 1               | 1               | 2               | 1               |                      |        |                   | 5      |        | 2       |
| Starts              |                 | 3               | 6               | 5               | 1               | 2                    |        |                   | 17     |        | 2       |
| Stand: Karriereende |                 |                 |                 |                 |                 |                      |        |                   |        |        |         |

### Weltcup-Gesamtplatzierungen
| Saison  | Gesamt | Gesamt |
| Saison  | Punkte | Platz  |
| ------- | ------ | ------ |
| 1987/88 | 1      | 53.    |
| 1992/93 | 33     | 46.    |